# Adam Wilhelm Moltke
Adam Wilhelm Moltke, född 25 augusti 1785 i Egebjerggård, Fyn, Danmark, död 15 februari 1864 i Köpenhamn, Danmark, var länsgreve för Bregentved och Danmarks förste konseljpresident (statsminister) efter enväldets fall. Han var sonson till Adam Gottlob Moltke och son till Joachim Godske Moltke. Hans son Frederik Georg Julius Moltke var under en kort period 1875 Danmarks utrikesminister.
Moltke avlade kandidatexamen i juridik 1805. Han blev 1812 deputerade i rentekammeret, 1816 deputerad för finanserna samt 1831 geheimestatsminister och finansminister. År 1845 blev han president för rentekammaret. Som ämbetsman bröt Moltke inte några nya banor, och i statsrådet kom Poul Christian Stemann och Anders Sandøe Ørsted att styra dagordningen. Han var utpräglat nationell och moderat konservativ, i landbofrågan dock avvisande. I samband med marsoroligheterna, vilka orsakade enväldets fall 1848 tvingades han tillsammans med övriga ministrar att avgå. Han blev dock 22 mars övertalad att bilda en ny regering för att förmedla övergången mellan gammalt och nytt, en övervägande liberal regering, "marsministären". Även i de följande tre regeringarna, "novembermilitären" från 16 november 1848, "juliministären" från 13 juli 1851 och "oktoberministären" från 18 oktober 1851 till 27 januari 1852 var han chef, fram till 16 november 1848 även som finansminister, fram till 6 augusti 1850 som utrikesminister. Som ministerpresident räckte inte hans krafter till, och Christian Albrecht Bluhmes helstatspolitik kunde han inte följa. Han satt i Landstinget (det danska överhuset) mellan 1850 och 1860 och var mellan 1854 och 1863 kungavald medlem av riksrådet.

## Regeringar ledda av Moltke
- Marsministären (22 mars 1848-16 november 1848)
- Novemberministären (16 november 1848-13 juli 1851)
- Juliministären (13 juli 1851-18 oktober 1851)
- Oktoberministären (18 oktober 1851-27 januari 1852)